# Przekleństwa niewinności
Przekleństwa niewinności, znane również jako Samobójczynie (ang. The Virgin Suicides) − debiutancka powieść Jeffreya Eugenidesa z 1993 roku. W 2000 r. Sofia Coppola nakręciła na podstawie książki film o tym samym tytule.

## Zarys fabuły
Książka opowiada o tragedii Lisbonów, typowej rodziny zamieszkującej amerykańskie przedmieścia. Historię poznajemy z perspektywy sąsiadów, którzy cofają się pamięcią w lata siedemdziesiąte, do swojej wczesnej młodości i do fascynacji pięcioma córkami państwa Lisbon: Cecilią (13 lat), Lux (14), Bonnie (15), Mary (16) i Therese (17). Pęd ku upadkowi zapoczątkowała próba samobójcza najmłodszej i najdziwniejszej z sióstr, Cecilii.